# 천안 이씨
천안 이씨(天安李氏)는 충청남도 천안시를 본관으로 하는 한국의 성씨이다. 시조는 이입상이다.

## 참고 자료
- “천안이씨(天安李氏)”. 뿌리를 찾아서.[깨진 링크(과거 내용 찾기)]